# Cepola
Cepola è un genere di pesci teleostei.

## Specie
- Cepola australis Ogilby, 1899
- Cepola haastii (Hector, 1881)
- Cepola macrophthalma (Linnaeus, 1758)
- Cepola pauciradiata Cadenat, 1950
- Cepola schlegelii Bleeker, 1854